# Groot Nederland (tijdschrift)
Groot Nederland (ondertitel: letterkundig maandschrift voor den Nederlandschen stam) was tussen 1903 en 1944 een Nederlands letterkundig maandblad.

## Geschiedenis
Groot Nederland werd in 1903 opgericht door Cyriel Buysse, Willem Gerard van Nouhuys en Louis Couperus.
Het blad werd uitgegeven door uitgeverij Van Holkema & Warendorf. Het was een belangrijk letterkundig tijdschrift (Nescio publiceerde zijn verhaal 'Titaantjes' er in) dat eerst onder leiding stond van de Vlaming Cyriel Buysse en de Nederlanders Louis Couperus en Willem Gerard van Nouhuys. Couperus publiceerde een aantal van zijn werken in Groot Nederland waaronder Imperia en Antiek toerisme. Roman uit Oud-Egypte
Het blad behoort tot de Grootnederlandse stroming die met name door de activiteiten van het Algemeen-Nederlands Verbond en de historiografische geschriften van Pieter Geyl vóór de Tweede Wereldoorlog opgang maakte.
In de jaren dertig werd de redactie overgenomen door de Vlaming Jan van Nijlen en de Nederlanders Frans Coenen, Jan Greshoff en Simon Vestdijk.
In 1943 vormde de Nederlander Reinier van Houten het om tot een nationaalsocialistisch letterkundig tijdschrift, toen hij de zittende redactie ontsloeg en een aantal SS-redacteuren daarvoor in de plaats aanstelde. Daarmee werd Groot Nederland het officiële orgaan van de Arbeidsgemeenschap voor de Kunst en dus het voertuig van de Groot-Duitse literaire ambities van de Germaansche SS in de personen van Nico de Haas en Jan van der Made. In de jaren 1943-1944 werd Groot Nederland zodoende ingezet om een nieuwe, nationaalsocialistische literatuur op te bouwen. Na de Tweede Wereldoorlog is het tijdschrift niet meer verschenen.